# 诺阿尔
诺阿尔（法語：Noards，法語發音：[nɔaʁ]）是法国厄尔省的一个市镇，位于该省西北部，属于贝尔奈区。

## 地理
诺阿尔（49°12'50"N, 0°30'28"E）面积4.21 平方千米，位于法国诺曼底大区厄尔省，该省份为法国北部内陆省份，北起滨海塞纳省，西接奧恩省和卡爾瓦多斯省，南至厄尔-卢瓦省，东临瓦兹省、瓦兹河谷省和伊夫林省。
与诺阿尔接壤的市镇（或旧市镇、城区）包括：略万地区埃普勒维尔、弗雷讷-科韦维尔、略万地区厄德勒维尔、略雷、莫兰维尔-茹沃。

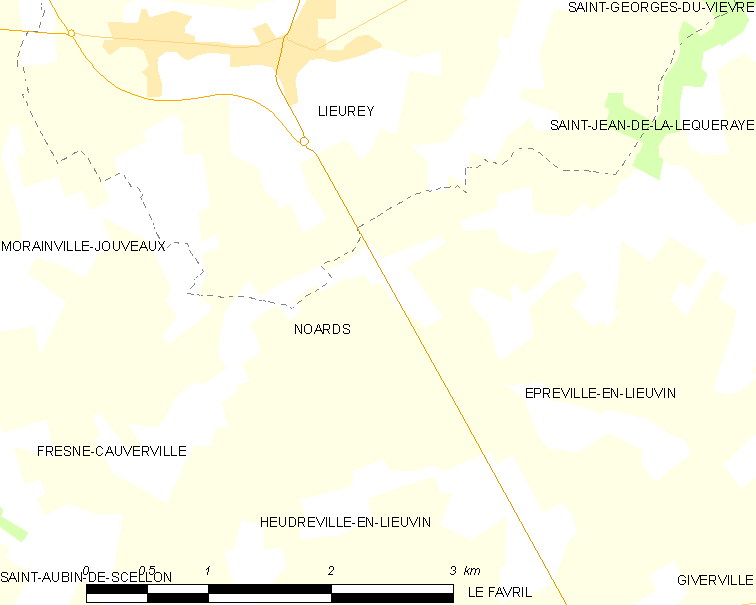
诺阿尔的OSM定位图

诺阿尔的时区为UTC+01:00、UTC+02:00（夏令时）。

## 行政
诺阿尔的邮政编码为27560，INSEE市镇编码为27434。

## 政治
诺阿尔所属的省级选区为伯兹维尔县。

## 人口

1962-2008年间诺阿尔人口变化图示

诺阿尔于2022年1月1日时的人口数量为61人。